# Sinoxyela viriosa
Sinoxyela viriosa (лат.) — ископаемый вид пилильщиков рода Sinoxyela из семейства Xyelidae. Обнаружен в нижнемеловых отложениях Китая (провинция Ляонин, Huangbanjigou, Shangyuan Town, Yixian Formation, барремский ярус, около 125 млн лет). Длина тела 10,3 мм, длина переднего крыла 7,6 мм.
Вид Sinoxyela viriosa был впервые описан в 2000 году китайскими энтомологами Х. Чжаном и Ж. Чжаном (H. C. Zhang, J. F. Zhang, Китай) вместе с видами Angaridyela endemica, A. robusta, A. suspecta, A. exculpta, Ceratoxyela decorosa, Heteroxyela ignota, Lethoxyela excurva, L. vulgata, Isoxyela rudis, Liaoxyela antiqua.
Включён в состав рода Liaoxyela и трибы Ceroxyelini (Macroxyelinae). Сестринские таксоны: Ceroxyela, Isoxyela.